# 庫拉穆圖
庫拉穆圖是非洲國家加蓬中部的城鎮，也是奧果韋-洛洛省的首府，市內有博物館、電影院、酒店和機場設施，2005年人口16,222，是該國第九大城市。
1°08′S 12°29′E / 1.133°S 12.483°E